# Saison 2013 des Brewers de Milwaukee
La saison 2013 des Brewers de Milwaukee est la 45e saison en Ligue majeure de baseball pour cette franchise, sa 44e depuis son installation dans la ville de Milwaukee, et sa 16e depuis son passage de la Ligue américaine à la Ligue nationale.
Les Brewers encaissent 9 défaites de plus que la saison précédente et terminent 2013 au 4e rang sur 5 équipes dans la division Centrale de la Ligue nationale avec 74 victoires contre 88 revers. Sur le plan individuel, Carlos Gómez est candidat au titre de joueur par excellence de la ligue et ses performances défensives sont récompensées par un Gant doré et un prix Fielding Bible au poste de voltigeur de centre. À la fin juillet, Ryan Braun est suspendu 65 matchs pour dopage au terme de l'enquête sur l'affaire Biogenesis.

## Contexte
Champions de division en 2011, les Brewers remportent 13 matchs de moins en 2012 et terminent en troisième place de la section Centrale de la Ligue nationale avec 83 victoires et 79 défaites. Le personnel de lanceurs de relève coûte entre autres plusieurs défaites à l'équipe. En revanche, dans cette première saison après le départ de la vedette Prince Fielder pour Détroit, Milwaukee mène la Ligue nationale pour les points comptés, les circuits, la moyenne de puissance et les buts volés. Le club se ressaisit dans les derniers mois de la saison pour finalement passer la moyenne de ,500 (plus de victoires que de défaites) le 11 septembre. Le lanceur étoile Zack Greinke est échangé durant l'année.

## Intersaison
Les Brewers apportent peu de changements à leur formation durant l'hiver mais s'appliquent à corriger un des défauts ayant mené à leur décevante saison 2012 : le personnel de releveurs. Alors que le contrat du lanceur droitier Francisco Rodríguez n'est pas renouvelé, le spécialiste gaucher Michael Gonzalez et sa moyenne de points mérités en carrière de 2,94 ainsi que Tom Gorzelanny, également gaucher, quittent les Nationals de Washington pour accepter des contrats d'une et deux saisons, respectivement, avec Milwaukee. Le releveur droitier Burke Badenhop est acquis des Rays de Tampa Bay en échange d'un voltigeur de ligues mineures, Raul Mondesi, Jr.
Le lanceur partant droitier Shaun Marcum quitte les Brewers après deux saisons à Milwaukee et rejoint les Mets de New York. Le contrat du releveur droitier Kameron Loe n'est pas, lui non plus, renouvelé et il part chez les Mariners de Seattle. Le lanceur gaucher Manny Parra quitte le club et signe chez les Reds de Cincinnati. Les Brewers ne sont plus intéressés au voltigeur Nyjer Morgan, qui part pour le Japon et rejoint les Yokohama BayStars de la Ligue centrale. Le joueur de premier but Travis Ishikawa quitte pour les Orioles de Baltimore.
Le lanceur droitier Kelvim Escobar, qui n'a lancé que cinq manches dans les majeures de 2007 à 2009 et plus rien depuis, tente un retour et accepte un contrat des ligues mineures avec Milwaukee. Le voltigeur Rene Tosoni, le joueur d'avant-champ Donnie Murphy et le lanceur droitier Jairo Asencio rejoignent les Brewers avec des contrats des ligues mineures.
L'arrêt-court Álex González revient à Milwaukee pour une deuxième saison. Enfin, une mauvaise nouvelle tombe en février à l'ouverture du camp d'entraînement : le joueur de premier but Mat Gamel, qui a raté les cinq derniers mois de la saison 2012, ratera toute la saison 2013 après s'être de nouveau blessé au genou.
Le 13 mars 2013, le voltigeur de centre Carlos Gómez, qui devait devenir agent libre après la saison, accepte une prolongation de contrat de 24 millions de dollars pour trois ans qui le lie aux Brewers jusqu'à la fin de la saison 2016.
Le 25 mars, à une semaine de l'ouverture de la saison, les Brewers accordent un contrat de trois saisons au lanceur partant Kyle Lohse, toujours agent libre après plusieurs saisons chez les Cardinals de Saint-Louis.

## Calendrier pré-saison
L'entraînement de printemps des Brewers se déroule du 23 février au 30 mars 2013.

## Saison régulière
La saison régulière des Brewers se déroule du 1er avril au 29 septembre 2013 et prévoit 162 parties. Elle débute par la visite à Milwaukee des Rockies du Colorado.

### Classement
| Ligue nationale (Division Centrale) | V  | D  | %    | Diff. | Diff. (séries) |
| ----------------------------------- | -- | -- | ---- | ----- | -------------- |
| Cardinals de Saint-Louis            | 97 | 65 | ,599 | -     | -              |
| Pirates de Pittsburgh               | 94 | 68 | ,580 | 3     | +4             |
| Reds de Cincinnati                  | 90 | 72 | ,556 | 7     | -              |
| Brewers de Milwaukee                | 74 | 88 | ,457 | 23    | 16             |
| Cubs de Chicago                     | 66 | 96 | ,407 | 31    | 24             |

## Affiliations en ligues mineures
| Niveau            | Équipe                    | Ligue                         |
| ----------------- | ------------------------- | ----------------------------- |
| AAA               | Nashville Sounds          | Ligue de la côte du Pacifique |
| AA                | Huntsville Stars          | Southern League               |
| A-Advanced        | Brevard County Manatees   | Florida State League          |
| A                 | Wisconsin Timber Rattlers | Midwest League                |
| Ligue des recrues | Helena Brewers            | Pioneer Baseball League       |
| Ligue des recrues | Arizona League Brewers    | Arizona League                |
| Ligue des recrues | DSL Brewers               | Dominican Summer League       |